# Nerf laryngé supérieur
Le nerf laryngé supérieur est un nerf mixte du pharynx issu du nerf vague. Il est essentiellement sensitif, sa seule innervation motrice étant pour le muscle crico-thyroïdien.